# 129 Dywizja Piechoty (III Rzesza)
129 Dywizja Piechoty (niem. 129. Infanterie-Division) – niemiecka dywizja z czasów II wojny światowej, sformowana na mocy rozkazu z 20 października 1940, w 11. fali mobilizacyjnej w rejonie Hanau w IX Okręgu Wojskowym.

## Struktura organizacyjna
- Struktura organizacyjna w październiku 1940:

427., 428. i 430. pułk piechoty, 129. pułk artylerii, 129. batalion pionierów, 129. oddział rozpoznawczy, 129. oddział przeciwpancerny, 129. oddział łączności, 129. polowy batalion zapasowy;
- Struktura organizacyjna w marcu 1943:

427., 428. i 430. pułk grenadierów, 129. pułk artylerii, 129. batalion pionierów, 129. dywizyjny batalion fizylierów, 129. oddział przeciwpancerny, 129. oddział łączności, 129. polowy batalion zapasowy;

## Dowódcy
- Generalleutnant Stephen Rittau 1 X 1940 – 22 VIII 1942;
- General Albert Praun 22 VIII 1942 – 25 IX 1943;
- Generalmajor Karl Fabiunke 25 IX 1943 – 31 I 1944;
- Generalleutnant Herbert von Larisch 31 I 1944 – 11 II 1945;
- Generalmajor Bernhard Ueberschär 11 II 1945 – 8 V 1945.